# 叶夫根尼·莫斯克维切夫
叶夫根尼·谢尔盖耶维奇·莫斯克维切夫（羅馬化：Yevgeniy Sergeyevich Moskvichev；1957年9月28日—）是俄罗斯政治人物，第六届、第七届和第八届国家杜马议员。他是交通和建设委员会的主席。

## 制裁
莫斯克维切夫于2022年因俄乌战争而受到英国政府制裁。